# Cesare Maria di Vecchi
Cesare Maria di Vecchi (Casale Monferrato, 14 de noviembre de 1884-Roma, 23 de junio de 1959) fue un militar y político italiano.

## Biografía

### Primeros años y militancia fascista
Cesare María di Vecchi, nació en Casale Monferrato el 14 de noviembre de 1884.
Estudió Leyes y después de graduarse como abogado, se doctora en jurisprudencia en 1906. Ejerció la profesión en Turín donde destacó entre sus colegas. Entre 1906 y 1908 estudió y se graduó en Letras y Filosofía. Durante dos períodos consecutivos fue secretario de la Sociedad Promotora del Arte de Turín. Fue impulsor del intervencionismo durante la Primera Guerra Mundial y participó en los combates hacia finales del conflicto. De regreso a Italia apoyó la causa del Partido Nacional Fascista (PNF) representando a la tendencia monárquica moderada. Fue presidente de la Organización de Veteranos de Guerra en Turín y líder de la escuadra fascista local en esa misma ciudad. El 15 de mayo de 1921 fue elegido diputado del Colegio de Turín. En mérito a su desempeño durante la batalla de Monte Grappa en 1918, en la Primera Guerra Mundial, recibió el título nobiliario de Conde de Val Cismon.

Foto de 1920: Mussolini, Vecchi y Michele Bianchi (1883-1930).

Se afilió al PNF, del que era presidente Benito Mussolini y subsecretario Costanzo Ciano. Fue comandante general de las milicias representados por los "Camisas Negras". Participó activamente en la organización de la Marcha sobre Roma y fue nombrado por Mussolini subecretario de Asistencia Militar y Pensiones de Guerra y después ministro de Finanzas.
Desde 1923 hasta 1928, ejerció el cargo de gobernador de la Somalia Italiana, puesto que lo alejó del escenario político de Italia afectando su carrera política. Sin embargo, el rey Víctor Manuel III lo nombró senador y después del concordato de 1929 con la Iglesia católica fue nombrado embajador ante la Santa Sede (1929-1935). Además, en 1933 fue designado presidente de la Società Nazionale per la Storia del Risorgimento, desde donde continuó la labor de fascistización de la historia de la Unificación italiana, resaltando la importancia del ejército en dicha tarea.
Aparte de las condecoraciones de plata y bronce recibidas durante la guerra, durante esos años recibió numerosas condecoraciones como: Commendatore dell'Ordine della Corona d'Italia (11 de junio de 1922), Grande cordone dell'Ordine della Corona d'Italia (18 de diciembre de 1923), Commendatore dell'Ordine dei santi Maurizio e Lazzaro (17 de diciembre de 1922), Grande cordone dell'Ordine dei S.S. Maurizio e Lazzaro (24 de junio de 1929), Cavaliere dell'Ordine militare di Savoia, medaglia di bronzo al valor Civile, Ordine dello Speron d'Oro (7 de marzo de 1935), Grande ufficiale dell'Ordine coloniale della Stella d'Italia.
Durante el período desde el 24 de enero de 1935 al 15 de noviembre de 1936 estuvo al frente de la cartera del Ministerio de Educación Nacional. Durante ese período hizo esfuerzos para que se estableciera un paralelo entre el Imperio romano y la Italia fascista, con la Casa de Saboya como enlace. También estableció el centralismo de la administración del sistema de educación italiana.
Desde 1936 hasta 1940 de Vecchi desempeñó el cargo de gobernador de las islas del Egeo, promoviendo en ellas una fascistización de tipo coercitivo, obligando al uso del idioma italiano en las escuelas y a participar en las actividades del PNF. Utilizó el escuadrismo para intimidar a la población (prohibió la combinación de los colores nacionales helénicos —blanco y azul— en las fachadas), anuló el autogobierno local y creó un estado policial, provocando el exilio de diversos intelectuales.
En 1941 fue nombrado miembro del Gran Consejo Fascista. Durante la crisis de 1943, el 25 de julio votó a favor de la orden del día de Dino Grandi mediante la cual Benito Mussolini fue depuesto del cargo. Como consecuencia de ese acto, después que Mussolini fuera liberado y se fundara la República Social Italiana, fue condenado a muerte in absentia en el llamado Proceso de Verona. Sus vínculos con la Iglesia católica le permitieron esconderse con la ayuda de los salesianos y después escapar en 1947 a la Argentina con un pasaporte paraguayo.

### Regreso a Italia
Cesare María de Vecchi regresó a Italia en 1949 apelando a la sentencia de muerte y obteniendo una pena de 5 años de cárcel por haber apoyado la Marcha sobre Roma, pena que le fue condonada. Luego decidió apoyar al Movimiento Social Italiano (MSI) de tendencia neofascista junto con Rodolfo Graziani, pero declinó aceptar cualquier cargo político dentro del partido.
Falleció el 23 de junio de 1959 en Roma.